# Stade municipal Amatitlan
Le stade Municipal Amatitlan est un stade de football situé à Amatitlán au Guatemala, il est d'une capacité de 12 000 spectateurs. 